# Eugène Malonga
Pour les articles homonymes, voir Malonga.
Eugène Malonga, né le 28 janvier 1930 à Nko et mort le 13 avril 2005, est un peintre congolais. Il est considéré comme l'un des cinq fondateurs de la peinture congolaise, inexistante avant 1940.

## Biographie
Eugène Malonga est né le 28 janvier 1930 à Nko, village situé à une vingtaine de kilomètres de Brazzaville dans une famille pauvre, son père meurt lorsqu'il n'a que 4 ans  et toute sa vie, il ne gardera aucune image ni souvenirs de son père bien-aimé, car juste après sa mort sa famille paternelle brule tout ce qui était de lui. Il fait ses premiers pas au côté de sa mère mais celui-ci à la suite du deuxième mariage de sa mère, rejoint son oncle paternel à l'arrondissement quatre de Brazzaville (Moungali) et y passe toute son enfance.
Eugène Malonga très petit se fait remarquer dans son quartier par ses dessins fait sur les nattes blanches ou sur des T-shirt blanc, c'est alors que son oncle qui vivait de la couture l'achetera sa première palette d'aquarelle. À l'âge de 10 ans dessine son premier tableau : la case de mon oncle Boundzoumou.
Il se perfectionne à l'École des Peintres de Poto-Poto, fondée en 1951 par Pierre Lods,,.
En 1961, Malonga obtient une bourse de perfectionnement de six mois pour l'École nationale supérieure des arts décoratifs où après un test il est directement mis en quatrième année (l'année de sortie). 
Parmi les rencontres déterminantes, il y a lieu de citer celle de Roger Erell, architecte de la basilique Sainte-Anne du Congo en 1945, qui l'a initié au dessin, et celle de Gaspard de Mouko, peintre d'origine camerounaise, dans les années 1940.
Malonga expose depuis 1954 assez régulièrement, une fois par an ses œuvres, il a exposé en Afrique de l'Ouest (Dakar, Djamena) mais beaucoup plus en Afrique centrale (Brazzaville, Libreville, Bangui et Kinshasa).
Son œuvre compte de nombreux paysages et quelques portraits. Ses motifs préférés sont les paysages et les scènes de genres, avec une évolution vers la semi-abstraction.
Dans les dix dernières années, il est revenu à son amour le réalisme.
Bien que son pays avait encore besoin de lui pour continuer à valoir la beauté de ses paysages et à promouvoir l'art Congolais par son remarquable talent, Eugene Malonga s'est éteint en 2005 à l'âge de 75 ans d'un arrêt cardiaque.

## Expositions
- 1954-Première exposition(à Madingou, République du Congo)

- 1958-Exposition à Dolisie, République du Congo

- 1960-Exposition sous l'égide du comité central français pour l'outre-mer

- Du 28 avril au 6 mai 1962 à Bangui, exposition de peinture, dans le hall de la Mairie[8]

- 1972-Exposition au CCF de Yaoundé,Cameroun
- Exposition au CCF de Buea, Cameroun
- 1979-Décoration de l'hôtel méridien de Brazzaville,République du Congo

- 1983-Participe à l'exposition "35 ans de la peinture congolaise" au CCF de Brazzaville

- 1990-Exposition au CCF de N'djamena, Tchad
- Exposition au CCF de St Louis, Sénégal, Galerie polychrome
- Exposition au CCF de Brazzaville
- 1992-Rétrospective Eugène Malonga à l'hôtel Méridien, Brazzaville

- 2000-Exposition "52 ans de carrière" à l'hôtel Méridien de Brazzaville

- 2001-Rétrospective au CCF de Brazzaville

- 2002-Exposition au CCF de Brazzaville

- 2004-Exposition au CCF de Brazzaville (dernière exposition)

## Œuvres
- nd - Le village de Maya-Maya (Avant la construction de l'actuel aéroport de Brazzaville)
- nd - L'avenue de Saint-Anne
- nd - Nature morte sur une chaise
- 1940 - La case de mon oncle Boundzoumou (son premier tableau à l'âge de 10 ans)
- 1947 - Portait en Bleu
- 1950 - Portrait d’un Sénégalais et d’un Congolais
- 1952 - Homme balari, chef de village Koubala[1]
- 1955-1956 - Autoportrait
- À l’entrée de la forêt (1956)
- Profil de l’enfant (1957)
- Porteuse d’orange (1957)
- 1958 - La famille
- 1958 - Vendeuse d’orange
- La vendeuse de tomates (1968)
- Les deux femmes (1975)
- Une allée de M’filou (1986)
- Nature devant une fenêtre
- 1989 - Quartier de Moutabala[9]
- 1991 - Vue de M'Filou[9]
- Femmes et deux enfants (1992)
- Marchands des ustensiles (1996)
- Villages Loumou
- Nature morte sur une table
- Deux femmes (1996)
- Les deus femmes (1997)
- Rivière Nko
- Scène de marché (1997)
- Trois Congolaise (1997)
- Portrait Massoumba (1997)
- L’homme en bleu (1997)
- Madame Bouta (1999)
- 1999 - L’homme en bleu
- 2002 - Personnages
- 2002 - La tête

## Décorations
- Médaille d’argent et de bronze au premier salon de peinture organisé par le CCF de Brazzaville
- Diplôme d’honneur à Alma-Alta, URSS
- Diplôme d’honneur Agip-Recherche